# Чаплицкая, Мария
Мария Антонина (Антуанетта) Чаплицкая (25 октября 1884 — † 27 мая 1921) — британский антрополог польского происхождения, занимавшаяся вопросом шаманизма в Сибири. Она посвятила теме три свои основные работы: «Коренные жители Сибири» (1914), путеводитель «Мой год в Сибири» (1916), сборник лекций «Тюрки Центральной Азии» (1919). В 1999 году её труды были переизданы в трёхтомнике с отдельной книгой, содержащей её статьи и письма.

## Биография
Родилась в 1884 году в предместье Варшавы в семье обедневших польских дворян. Она обучалась в подпольном Летучем университете Царства Польского, затем в 1905—1906 годах с семьёй проживала в Либаве (Латвия), где успешно сдала экзамены на звание учителя в Николаевской гимназии. В 1906—1909 годах работала секретаршей, изучала географию и естествознание в Обществе научных курсов, проявляла интерес к этнографии. В 1910 г. на средства стипендиатской кассы имени польского врача и общественного деятеля Бронислава Каспера Мяновского Мария Антонина Чаплицкая отправилась для продолжения учёбы в Англию (Сомервиль-колледж (Оксфорд)). В то время только Оксфорд принимал на обучение девушек. Под руководством антрополога и религиоведа Роберта Рейналфа Маретта (1866—1943) в 1912 году она защитила докторскую степень по антропологии. По его совету, зная русский язык, Мария Чаплицкая приступила к сбору сведений о народах Сибири. Знакомство с известными в то время учёными-сибироведами Львом Яковлевичем Штернбергом и В. И. Иохельсоном помогли Чаплицкой в работе над монографией «Коренные жители Сибири. Вопрос социальной антропологии» («Aboriginal Siberia. A study of social anthropology»), увидевшей свет в 1914 году.

## Енисейская экспедиция
Работая над монографией, Чаплицкая загорелась желанием вместе с российскими коллегами, имевшими больший опыт коммуникации с культурами народов Сибири, отправиться в экспедицию. В составе группы исследователей от музеев Оксфорда и Пенсильвании Мария Чаплицкая прибыла в Россию, где встретилась с Л. Я. Штернбергом, В. И. Иохельсоном, Д. Н. Анучиным, В. В. Богдановым, В. Н. Харузиной и другими коллегами. В конце мая экспедиция поднялась на пароходе «Орёл» по Енисею до селения Гольчиха в устье, где всё лето изучала самоедов, долган, отчасти и юраков. Затем экспедиция двинулась обратно, преодолев более 3 тысяч километров. Грянула I Мировая Война, и из-за урезанного финансирования из всех прибывших исследователей и художников остался с Чаплицкой только американский антрополог Генри Холл. Зимовали они в селе Монастырском, имея в планах затем отправиться в тундру.
Я. М. Свердлов в заметке для газеты «Сибирская жизнь» (Томск) за 1915 год отметил: 

«Мисс Хавиланд из своей поездки вывезла богатую коллекцию птиц. В свой музей она доставит до 500 экземпляров. И мисс Кортис вывезла богатый подбор рисунков, эскизов. Возвратились они Северным путём вполне благополучно… За всё время своих работ — за поездку к устью Енисея и за обследование тундры — мисс Чаплицка и мистер Холль… собрали богатый материал, характеризующий самый быт инородцев, формы семьи, брака, родственные отношения, образцы различной утвари, орудия, сказки и песни. Всё это даёт хороший материал для изучающих социальную антропологию».
В своей монографии «Эвенки» (1969) Г. М. Василевич также упоминает экспедицию: 
«В 1914 году на Енисей ездила английская исследовательница М. А. Чаплицкая, сделавшая выезд на восток от Енисея в район Норильских озёр и озера Чиринда. Этнографические материалы она дала в описании путешествия»
В журнале «Atheneum» под редакцией Р. Р. Маррета писали:

«Неслыханное дело, чтобы молодая женщина со столь скромным материальным оснащением предприняла зимнее путешествие протяжённостью во много тысяч миль, да ещё в страшной дикой глуши на территории между долинами Енисея и Лены, не имея возможности рассчитывать там ни на что хорошее, кроме гостеприимства туземцев»
Мария Чаплицкая и американский антрополог Г.Холл с уважением относились к местным народам, разделяя с ними пищу и кров, лечили привезёнными с собой лекарствами. В одном из своих писем к Л. Я. Штернбергу Чаплицкая признаётся, что брала уроки эвенкийского языка у катехизатора Михаила Михайловича Суслова (1869—1929). Во время пребывания в Туруханске и в ходе путешествия в земли эвенков Чаплицкую сопровождала переводчица Мициха — тунгуска из рода Хукочар. Доверительные отношения позволяли членам экспедиции собирать необходимые для будущей научной работы антропологические и этнографические сведения. Религиоведение было одним из основных направлений полевых исследований Чаплицкой. Изучая верования коренных народов Сибири, путешественница обращалась к шаманским традициям и символике надмогильных сооружений: 

«Я рассматривала вырезанные из дерева изображения животных на могиле умершего шамана. Поскольку шаман имеет в своем распоряжении всю вселенную, когда он обращается к высшим силам, тунгусские понятия о вселенной были представлены на могиле. Дружелюбно настроенный тунгус, объяснявший мне значения деревянных фигур, назвал похожее на свинью существо с огромными рогами „хали“, что на тунгусском языке означает „мамонт“. Останки мамонтов известны тунгусам, бивни мамонта они считают рогами».
Были сделаны многочисленные заметки и фотографии народов Сибири, 193 предмета и собранный гербарий пополнили коллекции английского музея Питт-Риверса. В планах участников экспедиции было вернуться после войны и продолжить исследования верховьев Енисея — Минусинского уезда, Усинского края, но не случилось.

## Возвращение в Великобританию
После возвращения из экспедиции в Англию осенью 1915 года Мария Чаплицкая написала книгу о своём путешествии «Мой год в Сибири» (1916), которая приобрела большую популярность. В том же году Чаплицкая стала первой женщиной-преподавателем антропологии в Оксфордском университете, замещая отправившегося на войну профессора. В 1920 году она удостоилась разовой стипендии Мэрчисона, которая считалась высокой наградой в области географических открытий и избрана действительным членом Королевского географического общества. Однако, с окончанием войны для Чаплицкой, несмотря на признание и заслуги перед научным сообществом, не нашлось места преподавателя в университетах. Душевные силы М. А. Чаплицкой истощились, и в порыве отчаяния 27 мая 1921 года она приняла смертельную дозу лекарств. Похоронена Мария Чаплицкая на кладбище Wolvercote Cemetery в Оксфорде.

## Память
Согласно воле Чаплицкой все её статьи и заметки передали её коллеге из енисейской экспедиции Генри Холлу. Поскольку Мария никогда не была замужем, а Холл женился незадолго до её смерти, в обществе всплыл вопрос об их отношениях — могла ли его женитьба подтолкнуть Марию к самоубийству. После смерти Холла в 1944 году некоторые ранние документы Чаплицкой были переданы музею Пенсильвании, хотя, по крайней мере, один отчёт и часть рукописи утеряны. В архиве оксфордского музея хранятся бумаги Чаплицкой, в музеях Польши и Санкт-Петербургском филиале Архива РАН — её письма.
К личности и научному вкладу Марии Чаплицкой сегодня всё больше обращается интерес мирового сообщества.
В 2015 году в музее Питт-Риверса открылась небольшая выставка «Мой год в Сибири 1914—1915», посвящённая столетию енисейской экспедиции. В том же году Ягеллонским университетом в Кракове была издана монография Гражины Кубицы о жизни и творчестве Марии Чаплицкой.
Польский культурный центр в Москве работает над изданием на русском языке книги Марии Чаплицкой "Мy Siberian Year" ("Мой сибирский год"). Труд польской исследовательницы, в 1914-1915 годах возглавившей экспедицию Оксфордского университета на Енисей и в Эвенкию, будет опубликован в серии "Польско- Сибирской библиотеки". Книга в переводе М. А. Крисань под редакцией Т. Амброзяка, В. А. Беляевой-Сачук и В. Н. Давыдова должна выйти весной - летом 2022 года. Она будет доступна в книжных магазинах Москвы, Санкт-Петербурга и других городов, а также в онлайн-магазинах.

## Избранные труды
| Название на русском | Название на английском (оригинал.) | Опубликовано                                                 | Год           |
| --- | --- | ------------------------------------------------------------ | ------------- |
| «Коренные жители Сибири. Вопрос социальной антропологии» | Aboriginal Siberia: A Study in Social Anthropology. | Oxford: Clarendon Press                                      | 1914          |
| «Влияние окружающей среды на религиозные воззрения коренных жителей северной Азии»                                                                            | The Influence of Environment upon the Religious Ideas and Practices of the Aborigines of Northern Asia | Folklore. 25. pp. 34–54.                                     | 1914          |
| «Жизнь и деятельность Н. Н. Миклухо-Маклая» | «The Life and Work of N.N.Miklubo-Macklay» | Man. 14. pp. 198–203                                         | 1914          |
| «Мой год в Сибири» | My Siberian Year | London, Mills and Boon                                       | 1916          |
| «Енисейские племена. Оксфордская экспедиция» | «Tribes of the Yenisei. The Oxford Expedition» | Times Russian Supplement 13. p. 6.                           | 18 сент. 1915 |
| «Сибирь и сибиряки» | Siberia and some Siberians | Journal of the Manchester Geographical Soc. 32. pp. 27–42    | 1916          |
| «Сибирский поселенец или сибиряк» | The Siberian Colonist or Sibiriak In W. Stephens ed. The Soul of Russia. | London: Macmillan                                            | 1916          |
| «На тунгусской тропе» | On the track of the Tungus | Scottish Geographical Magazine. 33. pp. 289–303.             | 1917          |
| «Остяки» | «Ostyaks» | Encyclopædia of Religion and Ethics. volume 9. pp. 289–303.  | 1917          |
| «Развитие казачьих поселений» | «The Evolution of the Cossack Communities» | J. of the Central Asian Society. 5. pp. 42–58.               | 1918          |
| «Сибирские молитвы» | «A plea for Siberia» | New European. 6. pp. 339–344.                                | 1918          |
| «Тюрки центральной Азии в прошлом и настоящем. Этнологический разбор прототюрков и библиографический материал о ранних и современных тюрках центральной Азии» | «The Turks of Central Asia in History and at the Present Day, An Ethnological Inquiry into the Pan-Turanian Problem, and Bibliographical Material Relating to the Early Turks and the Present Turks of Central Asia». | Oxford: Clarendon Press.                                     | 1918          |
| «Польша» | «Poland» | The Geographical Journal. 53:36                              | 1919          |
| «Самоеды» | «Samoyed» | Encyclopædia of Religion and Ethics. volume 11. pp. 172–177  | 1920          |
| «Сибирь, сибиряки, сибирцы» | «Siberia, Siberiaks, Siberians». | Encyclopædia of Religion and Ethics. volume 11. pp. 488–496. | 1920          |
| «Этнические и экономические границы Польши» | The Ethnic versus the Economic Frontiers of Poland | Scottish Geographical Magazine. 36. pp. 10–16                | 1920          |
| «История и этнология центральной Азии» | «History and Ethnology in Central Asia» | Man. 21. pp. 19–24.                                          | 1921          |
| «Тунгусы» | «Tungus» | Encyclopædia of Religion and Ethics. volume 12. pp. 473–476. | 1921          |
| «Тюрки» | «Turks» | Encyclopædia of Religion and Ethics. volume 12. pp. 476–483. | 1921          |